# Lutherstiftelsen
Denna artikel handlar om Lutherstiftelsen i Sverige. Det finns också en artikel om Luther-stiftelsen i Finland.
Lutherstiftelsen är en stiftelse som förvaltar det gammalkyrkliga arvet inom Svenska kyrkan. Organisationen bedriver pastoral utbildning både genom utbildning av präster som vigs i Missionsprovinsen och genom fortbildning av präster i aktiv tjänst. Stiftelsen driver även ett bokförlag och håller gudstjänster i Församlingsfakultetens (FFG) lokaler på Ekmansgatan 3 i Göteborg (tidigare Thorburnsgatan 5 i Göteborg). Stiftelsen accepterar inte Svenska kyrkans ordning med kvinnliga präster och kallar sig bland annat därför själv bekännelsetrogen. Ordförande är Patrik Toräng. (tidigare Ragnar Block).